# Leśny Dwór (Szczytno)
Pour les articles homonymes, voir Leśny Dwór.
Leśny Dwór est un village de Pologne, situé dans le gmina de Szczytno, dans le Powiat de Szczytno, dans la voïvodie de Varmie-Mazurie.

## Source
- (en) Cet article est partiellement ou en totalité issu de l’article de Wikipédia en anglais intitulé « Leśny Dwór, Szczytno County » (voir la liste des auteurs).